# كريستيان كيلر
كريستيان كيلر (بالدنماركية: Christian Keller)‏ مواليد 17 أغسطس 1980 هو لاعب كرة قدم دانمركي سابق كان يلعب كلاعب وسط شارك خلال مسيرته في 602 مباريات وسجل 178 هدف.

## أندية ومنتخبات لعب لها
- نادي لاتسيو
- نادي فايله
- نادي راندرس
- نادي تورينو
- نادي قاسم باشا
- نادي ستابك
- منتخب الدنمارك تحت 21 سنة لكرة القدم

## روابط خارجية
- كريستيان كيلر على موقع اتحاد تركيا (لاعب) (الإنجليزية)
- كريستيان كيلر على موقع قاعدة بيانات كرة القدم.إي يو (الإنجليزية)
- كريستيان كيلر على موقع ناشيونال فوتبول تيمز (الإنجليزية)
- كريستيان كيلر على موقع Soccerway.com (الإنجليزية)